# Gornji Ribnik
Gornji Ribnik je naseljeno mjesto i sjedište općine Ribnik, Republika Srpska, BiH.
Nalazi se na lijevoj obali rijeke Ribnik, pritoke Sane.

## Povijest
Do potpisivanja Daytonskog mirovnog sporazuma bilo je u sastavu općine Ključ koja je ušla u sastav Federacije BiH.

## Stanovništvo

### Popisi 1971. – 1991.
| Gornji Ribnik      |              |              |              |
| godina popisa      | 1991.        | 1981.        | 1971.        |
| Srbi               | 683 (98,13%) | 841 (90,72%) | 701 (98,73%) |
| Muslimani          | 5 (0,71%)    | 12 (1,29%)   | 4 (0,56%)    |
| Hrvati             | 0            | 0            | 0            |
| Jugoslaveni        | 8 (1,14%)    | 20 (2,15%)   | 1 (0,14%)    |
| ostali i nepoznato | 0            | 54 (5,82%)   | 4 (0,56%)    |
| ukupno             | 696          | 927          | 710          |

### Popis 2013.
| Gornji Ribnik      |              |
| godina popisa      | 2013.        |
| Srbi               | 686 (98,42%) |
| Hrvati             | 6 (0,86%)    |
| Bošnjaci           | 0            |
| ostali i nepoznato | 5 (0,72%)    |
| ukupno             | 697          |